# Paltostoma bellardii
Paltostoma bellardii är en tvåvingeart som beskrevs av Mario Bezzi 1913. Paltostoma bellardii ingår i släktet Paltostoma och familjen Blephariceridae. Inga underarter finns listade i Catalogue of Life.